# Rex E. Lee
Rex Edwin Lee (* 27. Februar 1935 in Los Angeles, Kalifornien (nach anderen Angaben: St. Johns, Arizona); † 11. März 1996 in Provo, Utah) war ein US-amerikanischer Jurist und United States Solicitor General.

## Biografie
Nach dem Schulbesuch studierte er an der Brigham Young University in Provo und erwarb dort 1960 einen Bachelor of Arts (B.A.). Ein anschließendes postgraduales Studium an der Law School der University of Chicago schloss er 1963 ab. Nach seiner Zulassung zum Rechtsanwalt im Bundesstaat Utah war er bis 1964 Protokollführer (Clerk) von Byron White, einem beisitzenden Richter (Associate Justice) am Obersten Gerichtshof der Vereinigten Staaten.
Im Anschluss trat er bis 1972 als Rechtsanwalt in die Kanzlei Jennings, Strouss & Salmon ein, deren Partner er später wurde. 1975 wurde er Mitarbeiter im Justizministerium der Vereinigten Staaten und war dort als Assistent des Attorney General bis 1976 Leiter der Abteilung für Zivilrecht. Im August 1981 wurde der Republikaner Lee von US-Präsident Ronald Reagan zum Solicitor General berufen und nahm diesen dritten Rang innerhalb des Justizministeriums bis zum Juni 1985 ein.
Nach seinem Ausscheiden aus dem Regierungsdienst war er bis zu seinem Tode 1996 Partner von Sidley Austin, einer Kanzlei mit 1600 Anwälten und Sitz in Chicago. Daneben fungierte er zwischen 1989 und 1995 als Präsident der Brigham Young University. Außerdem war Lee zeitweise Dekan der J. Reuben Clark Law School der Brigham Young University. Er erlag einer Krebserkrankung.
Sein 1971 geborener Sohn Mike schlug ebenfalls eine juristische Laufbahn ein. Im November 2010 wurde er dann als republikanischer Kandidat für den Staat Utah in den US-Senat gewählt.

## Veröffentlichungen
- A Lawyer Looks at the Equal Rights Amendment, 1980
- A Lawyer Looks at the Constitution, 1981